# Pinus clausa
Pinus clausa är en tallväxtart som först beskrevs av Alvin Wentworth Chapman och Georg George Engelmann, och fick sitt nu gällande namn av Charles Sprague Sargent. Pinus clausa ingår i släktet tallar och familjen tallväxter. Inga underarter finns listade i Catalogue of Life.
Arten förekommer i delstaterna Alabama och Florida i USA. Den växer i låglandet upp till 90 meter över havet. Pinus clausa hittas i sandiga områden bredvid träskmarker. Regionen kännetecknas av några regnskurar under sommaren och av ganska torra vintrar. Undervegetationen utgörs ofta av andra tallar som liknar upp till 3 meter höga buskar i formen. Ett skikt med örter eller gräs saknas vanligen. Lav som Cladina evansii eller arter av släktet bägarlav kan däremot finnas. Ibland ingår ekar eller andra växter som Sabal etonia eller Serenoa repens i skogarna.
För beståndet är inga hot kända. IUCN kategoriserar arten globalt som livskraftig.

## Bildgalleri

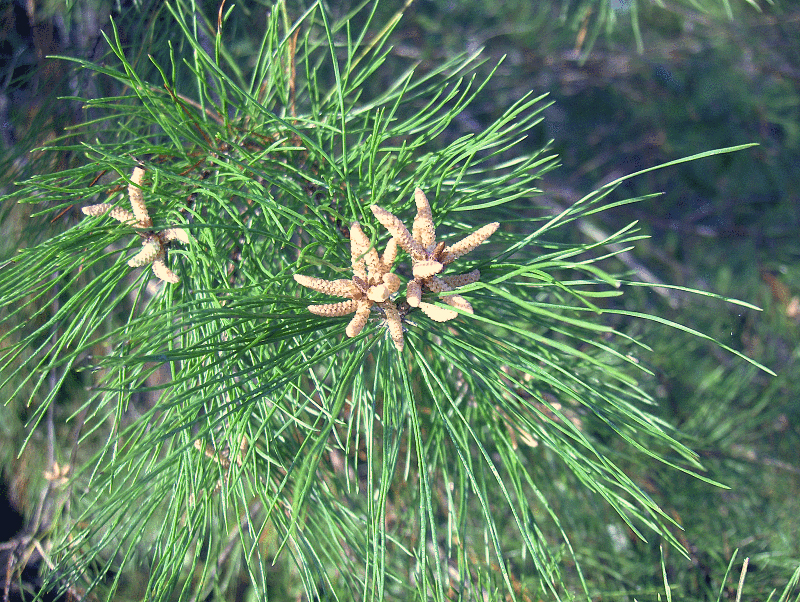
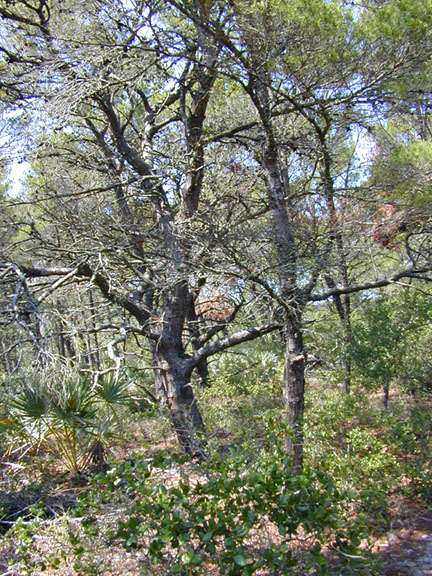
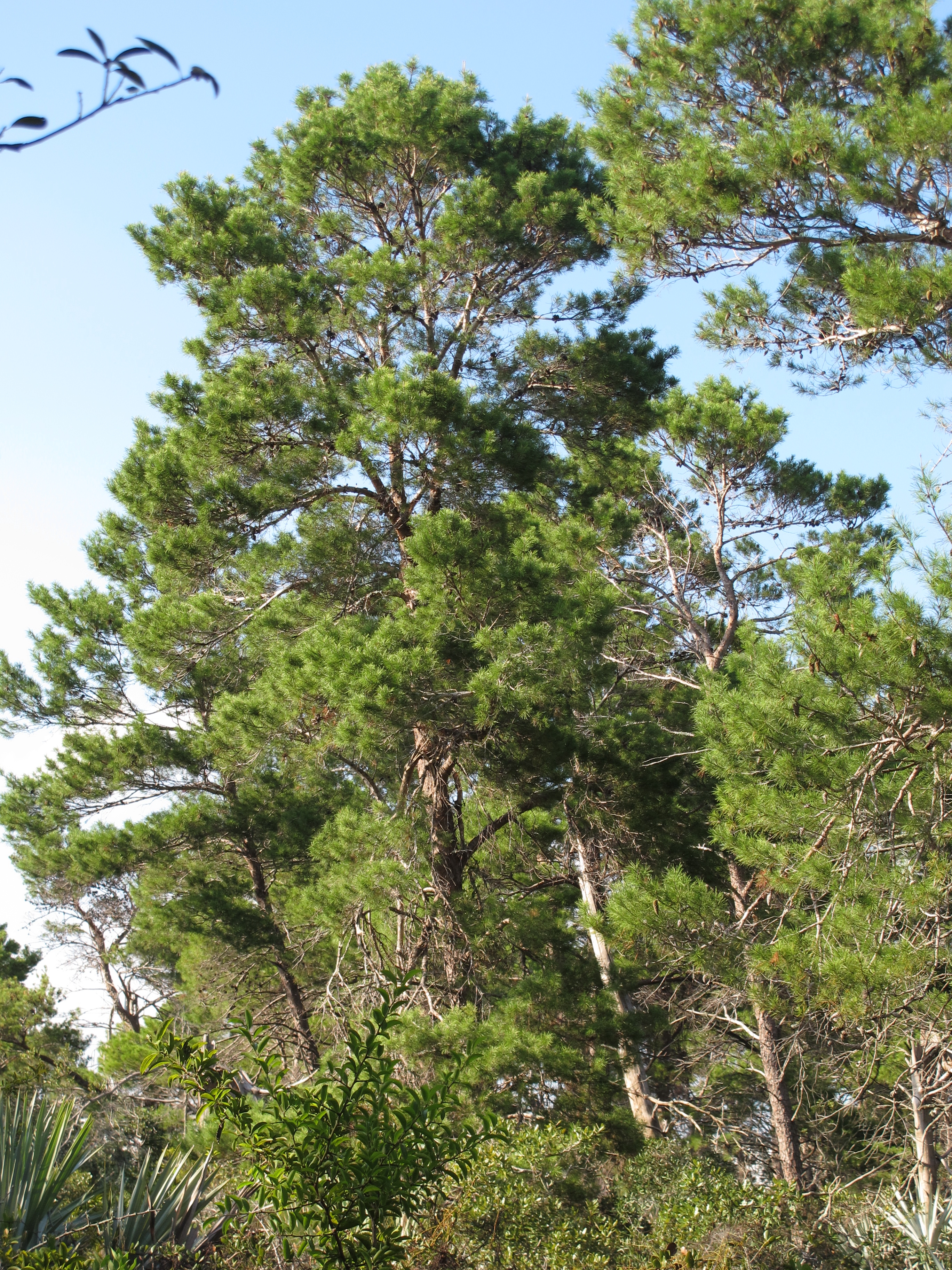
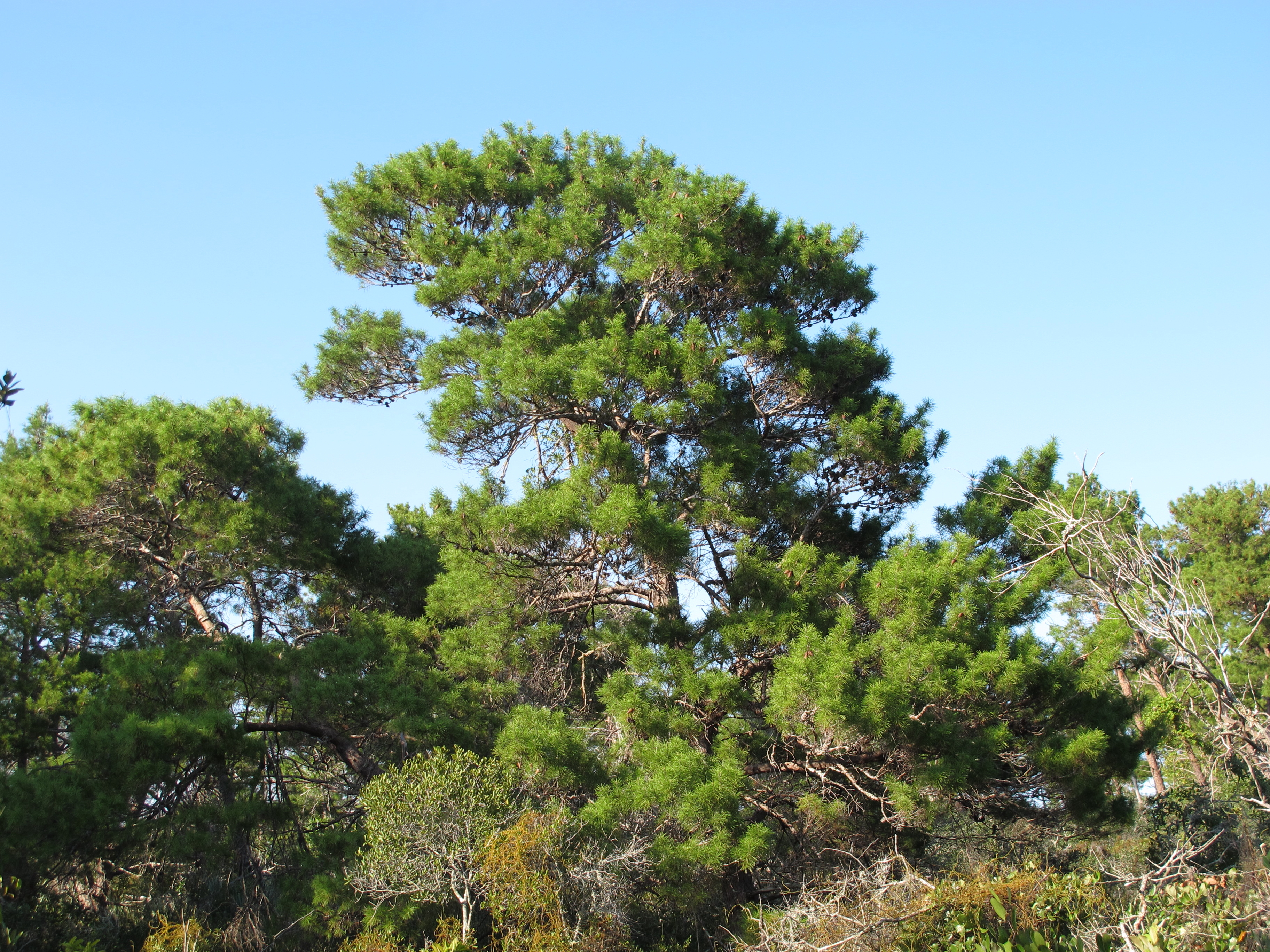
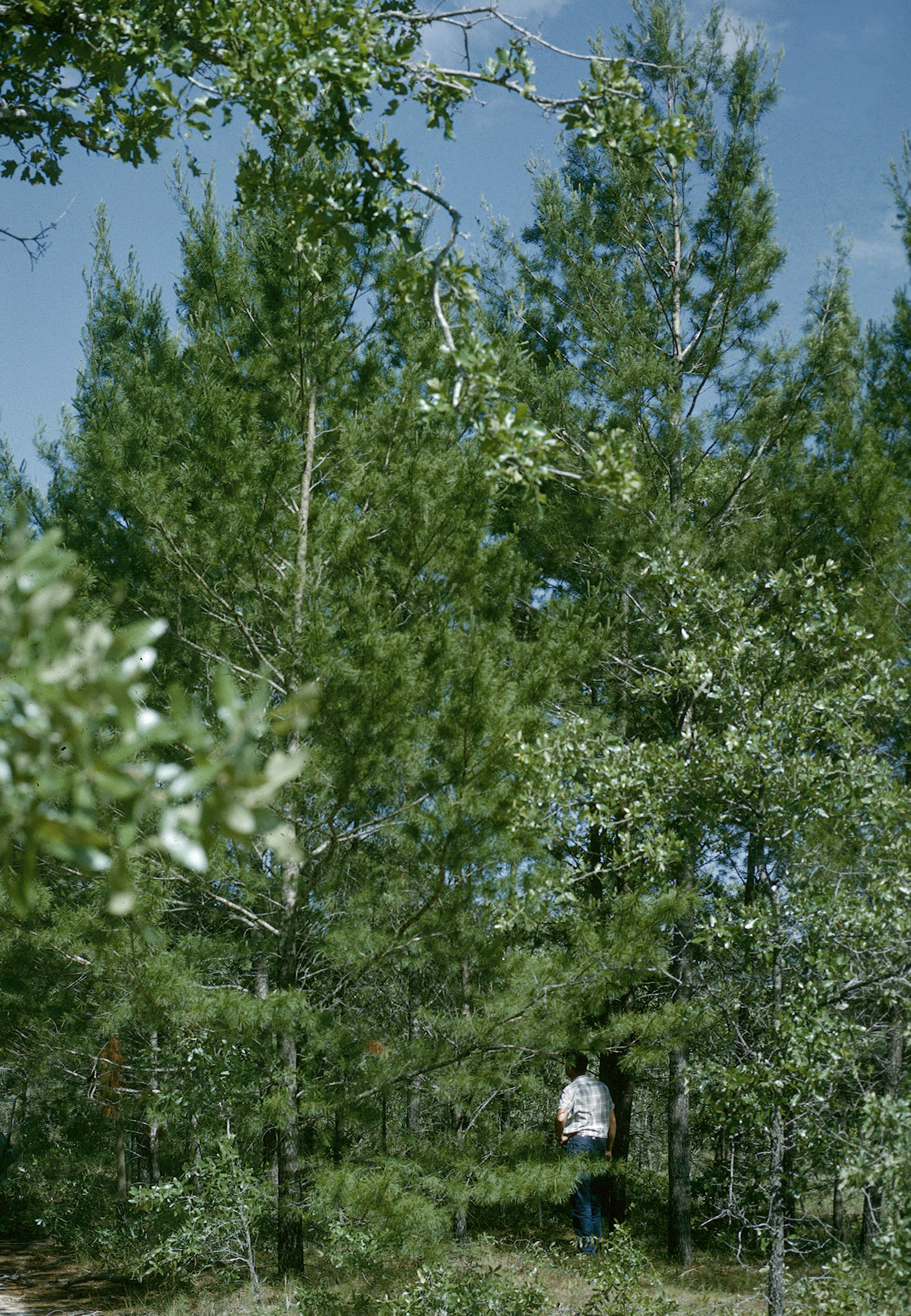
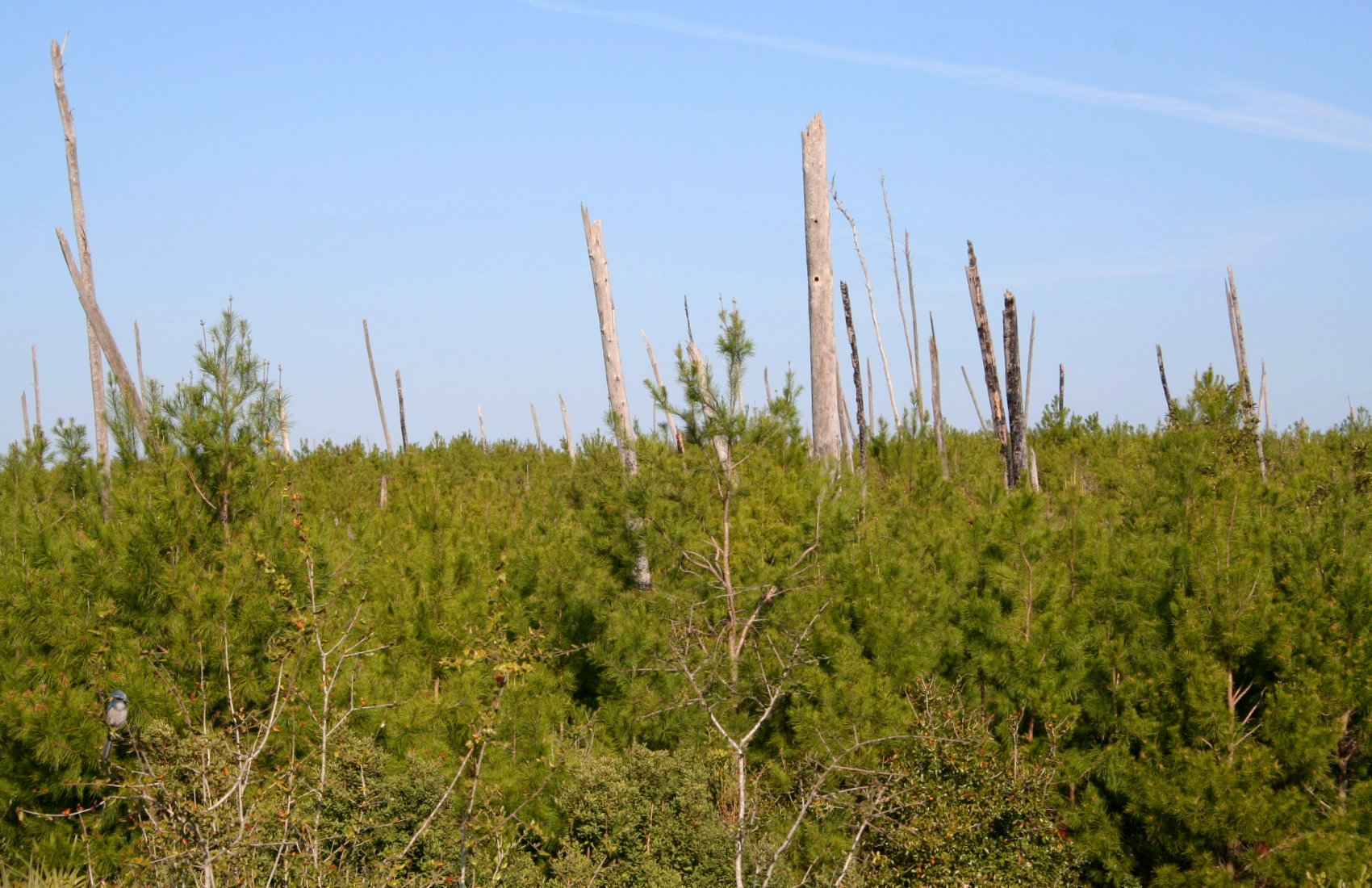